# Championnats du monde d'Ironman 1992
Navigation
Édition précédente Édition suivante
Les championnats du monde d'Ironman 1992 se déroule le 15 octobre 1992 à Kailua-Kona  dans l'État d'Hawaï. Ils sont organisés par la World Triathlon Corporation.

## Résultats du championnat du monde

### Hommes
| Pos.               | Temps           | Nom               | Pays       | Détail temps | Détail temps | Détail temps    | Détail temps | Détail temps    |
| Pos.               | Temps           | Nom               | Pays       | Natation     | T1           | Cyclisme        | T2           | Course à pied   |
| ------------------ | --------------- | ----------------- | ---------- | ------------ | ------------ | --------------- | ------------ | --------------- |
| Médaille d'or      | 8 h 09 min 08 s | Mark Allen        | États-Unis | 51 min 27 s  | 0 min 00 s   | 4 h 35 min 23 s | 0 min 00 s   | 2 h 42 min 18 s |
| Médaille d'argent  | 8 h 16 min 29 s | Cristián Bustos   | Chili      | 52 min 35 s  | 0 min 00 s   | 4 h 34 min 16 s | 0 min 00 s   | 2 h 49 min 38 s |
| Médaille de bronze | 8 h 17 min 29 s | Pauli Kiuru       | Finlande   | 51 min 18 s  | 0 min 00 s   | 4 h 36 min 26 s | 0 min 00 s   | 2 h 49 min 45 s |
| 4                  | 8 h 23 min 19 s | Wolfgang Dittrich | Allemagne  | 48 min 35 s  | 0 min 00 s   | 4 h 38 min 17 s | 0 min 00 s   | 2 h 56 min 27 s |
| 5                  | 8 h 25 min 04 s | Jürgen Zäck       | Allemagne  | 53 min 34 s  | 0 min 00 s   | 4 h 32 min 28 s | 0 min 00 s   | 2 h 59 min 02 s |
| 6                  | 8 h 26 min 53 s | Greg Welch        | Australie  | 49 min 32 s  | 0 min 00 s   | 4 h 37 min 20 s | 0 min 00 s   | 3 h 00 min 01 s |
| 7                  | 8 h 27 min 26 s | Paul Huddle       | États-Unis | 51 min 37 s  | 0 min 00 s   | 4 h 41 min 19 s | 0 min 00 s   | 2 h 54 min 30 s |
| 8                  | 8 h 30 min 28 s | Jeff Devlin       | États-Unis | 54 min 35 s  | 0 min 00 s   | 4 h 39 min 06 s | 0 min 00 s   | 2 h 56 min 57 s |
| 9                  | 8 h 37 min 29 s | Teemu Vesala      | Finlande   | 57 min 30 s  | 0 min 00 s   | 4 h 43 min 51 s | 0 min 00 s   | 2 h 56 min 08 s |
| 10                 | 8 h 40 min 34 s | Ray Browning      | États-Unis | 51 min 26 s  | 0 min 00 s   | 4 h 41 min 31 s | 0 min 00 s   | 3 h 07 min 37 s |
| Source :           |                 |                   |            |              |              |                 |              |                 |

### Femmes
| Pos.               | Temps           | Nom                | Pays       | Détail temps    | Détail temps | Détail temps    | Détail temps | Détail temps    |
| Pos.               | Temps           | Nom                | Pays       | Natation        | T1           | Cyclisme        | T2           | Course à pied   |
| ------------------ | --------------- | ------------------ | ---------- | --------------- | ------------ | --------------- | ------------ | --------------- |
| Médaille d'or      | 8 h 55 min 28 s | Paula Newby-Fraser | Zimbabwe   | 53 min 30 s     | 0 min 00 s   | 4 h 56 min 34 s | 0 min 00 s   | 3 h 05 min 24 s |
| Médaille d'argent  | 9 h 21 min 40 s | Julie-Anne White   | Canada     | 1 h 02 min 07 s | 0 min 00 s   | 5 h 02 min 32 s | 0 min 00 s   | 3 h 17 min 01 s |
| Médaille de bronze | 9 h 26 min 57 s | Thea Sybesma       | Pays-Bas   | 1 h 00 min 40 s | 0 min 00 s   | 5 h 08 min 14 s | 0 min 00 s   | 3 h 18 min 03 s |
| 4                  | 9 h 29 min 05 s | Terry Schneider    | États-Unis | 1 h 00 min 07 s | 0 min 00 s   | 5 h 04 min 22 s | 0 min 00 s   | 3 h 24 min 36 s |
| 5                  | 9 h 35 min 43 s | Krista Whelan      | États-Unis | 1 h 02 min 04 s | 0 min 00 s   | 5 h 01 min 54 s | 0 min 00 s   | 3 h 30 min 43 s |
| 6                  | 9 h 38 min 03 s | Donna Peters       | États-Unis | 59 min 59 s     | 0 min 00 s   | 5 h 03 min 46 s | 0 min 00 s   | 3 h 34 min 18 s |
| 7                  | 9 h 39 min 02 s | Fernanda Keller    | Brésil     | 1 h 02 min 34 s | 0 min 00 s   | 5 h 17 min 07 s | 0 min 00 s   | 3 h 19 min 21 s |
| 8                  | 9 h 46 min 46 s | Katinka Wiltenburg | Pays-Bas   | 1 h 03 min 07 s | 0 min 00 s   | 5 h 19 min 24 s | 0 min 00 s   | 3 h 24 min 15 s |
| 9                  | 9 h 49 min 43 s | Sian Williams      | États-Unis | 56 min 23 s     | 0 min 00 s   | 5 h 00 min 16 s | 0 min 00 s   | 3 h 53 min 04 s |
| 10                 | 9 h 52 min 36 s | Juliana Nievergelt | États-Unis | 54 min 28 s     | 0 min 00 s   | 5 h 11 min 46 s | 0 min 00 s   | 3 h 46 min 22 s |
| Source :           |                 |                    |            |                 |              |                 |              |                 |